# Psychotria limitanea
Psychotria limitanea är en måreväxtart som beskrevs av Paul Carpenter Standley. Psychotria limitanea ingår i släktet Psychotria och familjen måreväxter. Inga underarter finns listade i Catalogue of Life.